# ヒョンスンの放課後
ヒョンスンの放課後（ヒョンスンのほうかご、原題: A State of Mind, 韓国: 어떤 나라）は、2004年に公開されたドキュメンタリー映画である。日本では2006年4月22日に公開された。
2003年に北朝鮮の平壌で行われたマスゲームに携わった2人の女の子を追った作品。
また、ディスカバリー・ジャパンでは同作品が『北朝鮮 マスゲームにかける青春』として字幕放送されている。